# Kolë Jakova
Kolë Jakova (ur. 15 grudnia 1916 w Szkodrze, zm. 16 listopada 2002 w Tiranie) – albański dramaturg, poeta i scenarzysta filmowy.

## Życiorys
Był synem rzemieślnika. Kształcił się w rodzinnej Szkodrze. W czasie II wojny światowej działał w ruchu oporu, organizując teatr partyzancki i pisząc pierwsze utwory. Po 1944 skoncentrował się na poezji, nawiązującej do walki partyzantów albańskich. Od 1947 pisał dramaty, stając się jednym z twórców współczesnej dramaturgii albańskiej. Początkowo w jego twórczości dominowały komedie (Dom Gjoni), ale największą sławę przyniosły mu patetyczne utwory odwołujące się do historii Albanii. W 1954 wydał dramat Nasza ziemia (Toka jone) stanowiący klasyczny przykład zastosowania formuły socrealistycznej w albańskiej literaturze. W 1964 dramat ten stał się podstawą scenariusza filmu fabularnego Toka jonë, w reżyserii Hysena Hakaniego.
Dramaty Jakovy, pisane w latach 60. i 70. zgodnie z nową linią polityczną przedstawiały problem emancypacji ludności wiejskiej, a także walki z religią i prawem zwyczajowym (Gjetani). Pisał także powieści, opowiadania i utwory dla dzieci.
W latach 1945–1946 kierował Filharmonią Albańską. W latach 1947–1949 sprawował funkcję dyrektora Teatru Ludowego (Teatri Popullor) w Tiranie, późniejszego Teatru Narodowego.

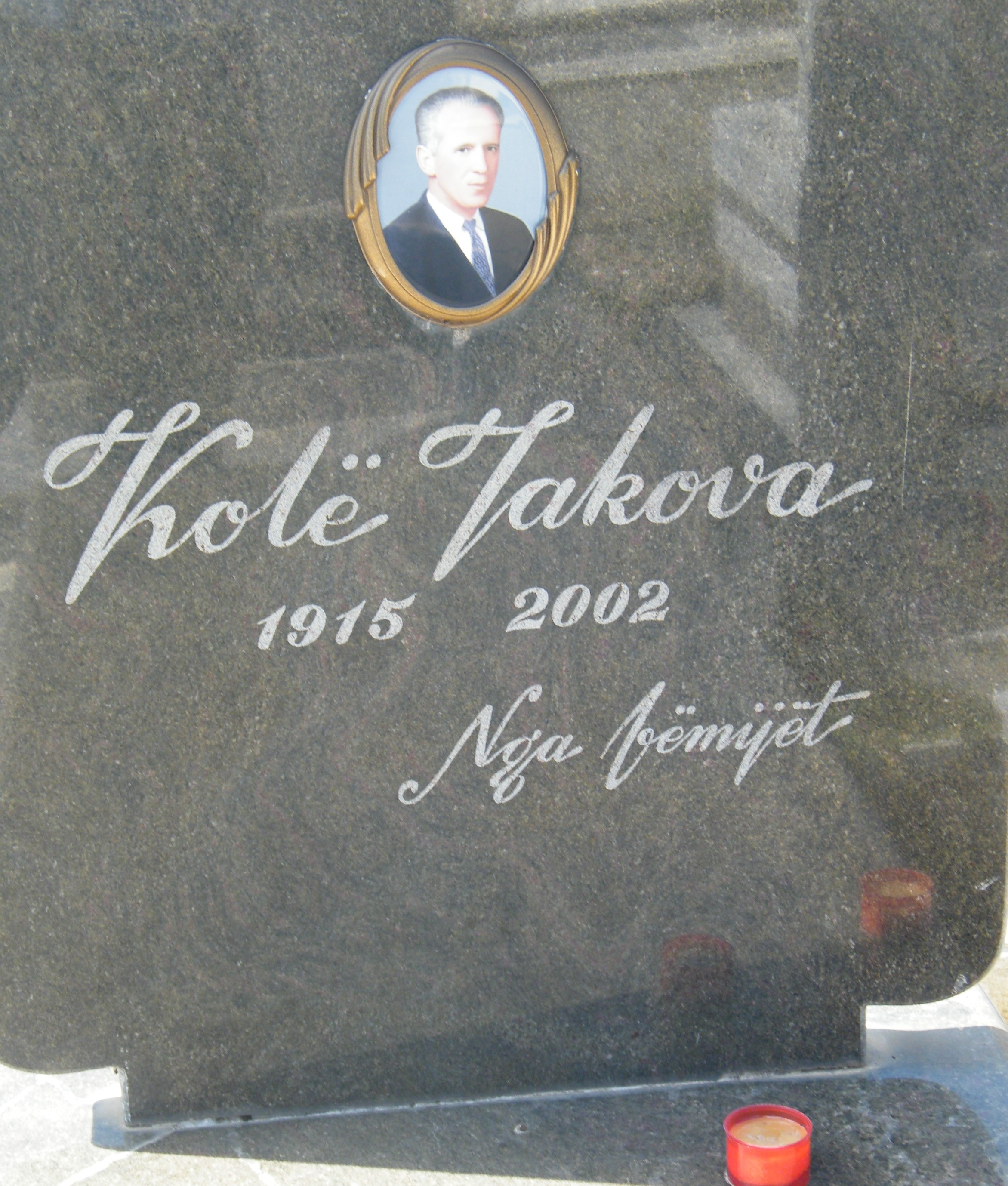
Grób Kole Jakovy na cmentarzu Sharre w Tiranie

Imię Jakovy nosi szkoła w Tiranie i ulica w Prizrenie.

## Twórczość

### Dramaty
- 1947: Dom Gjoni
- 1949: Halili dhe Hajria (Halil i Hajrija)
- 1953: Motori (Maszyna)
- 1954: Toka jonë (Nasza ziemia)
- 1965: Përkolgjinajt
- 1972: Gjetani
- 1976: Lulet e shegës (Kwiaty granatu)
- 1977: Lugajanet
- 1978: Permbytja e madhe (Wielka powódź)

### Powieści
- 1967: Ndihme konkrete (Konkretna pomoc)
- 1975: Bashkë me Agimin (Razem z Agimem)
- 1979: Fshati midis ujërave (Wieś między wodami)
- 1984: Kulla buzë liqenit (Kulla u ujścia rzeki)

### Opowiadania
- 1979: Mbreti i divave (Król gigantów)

### Poezja
- 1966: Flladi i Tetorit

### Scenariusze filmowe
- 1978: Kur hidheshin themelet
- 1983: Bilbili mëndjelehtë

### LIteratura dziecięca
- 1998: Rapsodi shqiptare : një tufë rapsodi legjendare shqiptare të krijuara sipas dëshirës së autorit dhe të vëna në varg sipas vargut te ciklit te kreshnikeve